# Aki Takayama
Aki Takayama (高山 亜樹, Takayama Aki), née le 12 mars 1970 à Ōsakasayama, est une nageuse synchronisée japonaise.

## Carrière
Aki Takayama et Mikako Kotani sont médaillées d'argent en duo aux Championnats du monde de natation 1991.
Lors des Jeux olympiques de 1992 se déroulant à Barcelone, elle remporte la médaille de bronze en duo avec Fumiko Okuno ainsi qu'en solo.